# Proteodes
Proteodes is een geslacht van vlinders van de familie sikkelmotten (Oecophoridae), uit de onderfamilie Oecophorinae.

## Soorten
- P. carnifex (Butler, 1877)
- P. clarkei Philpott, 1926
- P. melographa Meyrick, 1927
- P. profunda Meyrick, 1905
- P. smithi Howes, 1946